# Márton Bauer
Márton Bauer es un deportista húngaro que compitió en piragüismo en la modalidad de aguas tranquilas. Ganó tres medallas de plata en el Campeonato Mundial de Piragüismo en los años 1997 y 1998.

## Palmarés internacional
| Campeonato Mundial | Campeonato Mundial | Campeonato Mundial | Campeonato Mundial |
| Año                | Lugar              | Medalla            | Evento             |
| ------------------ | ------------------ | ------------------ | ------------------ |
| 1997               | Dartmouth (Canadá) | Medalla de plata   | K4 1000 m          |
| 1998               | Szeged (Hungría)   | Medalla de plata   | K4 500 m           |
| 1998               | Szeged (Hungría)   | Medalla de plata   | K4 1000 m          |